# Vinlandostrophia
Vinlandostrophia é um genero da familia ortida vivia do ordoviciano a o siluriano medio a principal especie do genero e a mais comum e vinladostrophia ponderosa tendo seus fosseis amplamente encontrados pode ter 1 a 1,5 de largura variando de especime em especime

### Espécies
- †vinlandostrophia acutilirata
- †vinlandostrophia anniena
- †vinlandostrophia clarksvillensis
- †vinlandostrophia colbiensis
- †vinlandostrophia cypha
- †vinlandostrophia hopensis
- †vinlandostrophia laticosta
- †vinlandostrophia moritura
- †vinlandostrophia ponderosa
- †vinlandostrophia elegantula[1][2]